# Mineral de la Reforma
Mineral de la Reforma és un dels vuitanta-quatre municipis de l'estat d'Hidalgo a Mèxic; té com a cap de municipi la població de Pachuquilla. Oscil·la en un rang d'altitud d'entre 2.400 i 2.800 metres sobre el nivell del mar. La seva extensió total és de 92,50 km² i té una població estimada de 129.741 hab.
Limita amb Mineral del Monte, Zempoala, Epazoyucan, Pachuca de Soto i Zapotlán de Juárez.

## Informació general
Ubicat a l'eix Neovolcánico, el seu terreny és un 55% planures i 40% serra, amb zones força accidentades -nord-oest del municipi-, zones semi-planes -com la Venta, Carboneras, Saucillo, Pachuquilla, Cardonal, Amaque, Dos Carlos- i finalment, planes -Venado, La Higa i Chavarría-; existeixen algunes elevacions com els turons (cerros) de Tlaquilpan, Chilolote, Gordo, Amaque y Peña Pegada.
Té un riu, el de los Hules que passa pel municipi de nord a sud, desembocant al sud amb el riu Atempa.
El clima és temperat-fred, amb pluges els mesos de juny, juliol, agost i setembre, amb una mitjana de 392 mm anual. Maig, juny, juliol i agost són els més calorosos, febrer, març i abril solen tenir més vents de Sud-oest i la temperatura mitjana anual és de 16 °C.

### Educació i salut
Existeixen 14 escoles de preescolar, 19 primàries i 3 secundàries; 2 batxillerats, el C.B.T.I.S núm. 8 ubicat al PRI-Chacón i un COBAEH ubicat a la Unidad Minera. Trobem la ciutat universitària de la UAEH.
Es troba també un Centro de Capacitación per al Trabajo (dona suport als aturats amb l'ensenyament d'un ofici, a més de comptar amb una borsa de treball) i 2 biblioteques públiques.
3 unitats mèdiques que depenen del Centro de Salud; centre de salut animal, depenent del SARH.
El subministrament d'aigua potable cobreix el 93% del total dels habitants; un 75% tenen sistema de drenatge i el 98% tenen electricitat. El clavegueram és cobert en totes les localitats.

### Economia
5.000 ha de les quals el 15% rep reg, se sembra bàsicament ordi, blat, fesols i blat de moro. L'alfals és el principal cultiu en la zona de reg.
En ramaderia l'activitat no és notable, així com la silvicultura i la mineria (fet que anteriorment si tenia molta importància).
El sector secundari té una presència notable amb un polígon industrial on hi ha indústries de manufactura d'aliments, begudes, tèxtil, productes de serradora i (destacant) les de productes metàl·lics, maquinària i equips.
També la indústria de la construcció, amb llocs on es fabrica ciment, cal, ges, blocs i matxembrats.
En empreses, destaquen les següents:
- Embotelladora La Paz.
- Coca Cola (Embotelladora las Margaritas).
- Aceros de Hidalgo.
- Anfora.
- Carnival.
- March.
- Materiales Islas.

El sector comercial es redueix a establiments d'aliments al major, aliments i begudes al menor, incloent pneumàtics i recanvis, farmàcies, papereries, etc.
En mercats existeixen 2: una tenda d'abastiment de llet (DICONSA) i tres tianguis (mercats públics on hom pot comprar i vendre queviures i altres productes).

## Polèmica amb Pachuca de Soto
Fins al 31 de gener del 2007 existí un plet històric entre la divisió de Pachuca i Mineral de la Reforma perquè ambdós municipis estan literalment fusionats (els carrers de Pachuca conflueixen amb d'altres de Mineral de la Reforma i viceversa). Per posar fi amb aquest embolic, s'ha decidit en aquesta data fixar una delimitació territorial (a través d'un conveni) entre ambdós municipis, de tal forma que les següents comunitats passen a ser en mans de Mineral de la Reforma:
- 11 de Julio
- Abundio Martínez
- Alamo IMSS, El
- Alamo Rustico
- Azoytatla
- Campestre Villas del Álamo
- Carboneras
- C.T.M.
- El Saucillo
- Fracc. Rincones del Paraíso
- Industrial Canacintra.
- Jorge Rojo Lugo (Fracc.).
- La Colonia (Fracc.).
- Los Cipreses.
- Magisterio.
- Manuel Ávila Camacho.
- Militar (Col.).
- Paseo de Los Tulipanes
- Paz, La (Fracc. Ind.).
- Portezuelo.
- PRI Chacón.
- Privada Santa Patricia.
- Pueblo Nuevo.
- Pva. Las Perlas (Tulipanes).
- Pva. de San Javier.
- Reforma, La.
- Reforma, La (Fracc.).
- Real de Oriente.
- Sahop (Fracc.).
- San Cristóbal.
- Taxistas.
- Tulipanes, Los.
- Venado, El (Col.).
- Villas del Álamo (Fracc.)

Podeu consultar el contingut del conveni, així com un mapa amb la fita en aquest enllaç Arxivat 2008-01-30 a Wayback Machine..